# Batrachorhina alboplagiata
Batrachorhina alboplagiata är en skalbaggsart som beskrevs av Stefan von Breuning 1948. Batrachorhina alboplagiata ingår i släktet Batrachorhina och familjen långhorningar. Inga underarter finns listade.